# Habrodesmus latetus
Habrodesmus latetus är en mångfotingart som beskrevs av Cook 1896. Habrodesmus latetus ingår i släktet Habrodesmus och familjen orangeridubbelfotingar. Inga underarter finns listade i Catalogue of Life.